# Pari (São Paulo)
Pari est un district situé dans la région centrale de la municipalité brésilienne de São Paulo, au nord-est du soi-disant centre historique de la capitale.
C'est l'un des plus petits districts de la capitale, couvrant le quartier de Canindé, où se trouvent le stade de l'Associação Portuguesa de Desportos et le Shopping D. Le quartier abrite également le siège du CEFET-SP (Actuel IFSP). Traditionnellement, la communauté du quartier participe aux défilés du carnaval avec son école de samba Colorado do Brás.
Le quartier est desservi par la ligne 1 - Bleue du métro de São Paulo, qui passe dans ses limites, bien qu'il n'y ait pas de station là-bas. Cependant, ceux qui fréquentent le quartier peuvent utiliser la station Armênia, qui se trouve à trois pâtés de maisons du Stade do Canindé, par exemple. A l'avenir, le quartier sera également desservi par la ligne 19 - Céleste du Métro, dont le projet prévoit une station homonyme dans la région.
Bien qu'il s'agisse d'un district relativement petit (il compte 2,75 km²), ses rues sont larges et pavées, et certaines ont un lit central avec de la végétation. Comme il occupe la plaine inondable de la rivière Tietê, c'est un quartier presque entièrement plat, et est également considéré comme un quartier "inférieur", car dans sa zone il y a très peu de bâtiments de plus de quatre étages, avec des maisons, des bâtiments à deux ou trois étages prédominants, en plus de plusieurs hangars et garages de bus à Largo do Pari (Feirinha da Madrugada) et hangar da Associohorti sur la rue Santa Rosa.

## Formation
Pari est un ancien quartier de la ville de São Paulo, situé entre les rivières Tamanduateí et Tietê. Il a été formé à la fin du XVIe siècle et a une histoire intéressante autour de son nom : pari était une clôture en taquara ou en liane, étendue d'un océan à l'autre pour attraper des poissons. Dans ce cas, ils étaient principalement pêchés dans les rivières Tietê et Tamanduateí, qui étaient à proximité et étaient des rivières poissonneuses, propices à l'installation de "paris". Composée essentiellement de pêcheurs, ses habitants étaient formés d'Indigènes, de Portugais et de Métis. Située dans une région inondée, Pari a joué un rôle important dans la survie et la croissance de la ville au cours de ses premiers siècles, tandis que la nourriture des habitants était le résultat de la pêche.
En 1867, une gare de triage appelée Pari, aujourd'hui éradiquée, a été inaugurée par le São Paulo Railway, qui a aidé aux manœuvres et au stockage des matériaux qui ne pouvaient pas rester à gare de la Luz, disposant également d'une petite gare pour le chargement et le déchargement des marchandises. Cependant, malgré son nom, le patio était situé à l'extérieur du quartier actuel, entre les actuelles rues São Caetano, Monsenhor Andrade, Mendes Caldeira et avenue do Estado, dans le district de Brás. Dans ce quartier, se trouve également le soi-disant Largo do Pari, un endroit où l'avenue do Estado rencontre la rua Santa Rosa, et à partir de là, il est clair que la délimitation du quartier n'a pas respecté l'ancienne compréhension que l'on avait du Quartier de Pari.

### XXe siècle

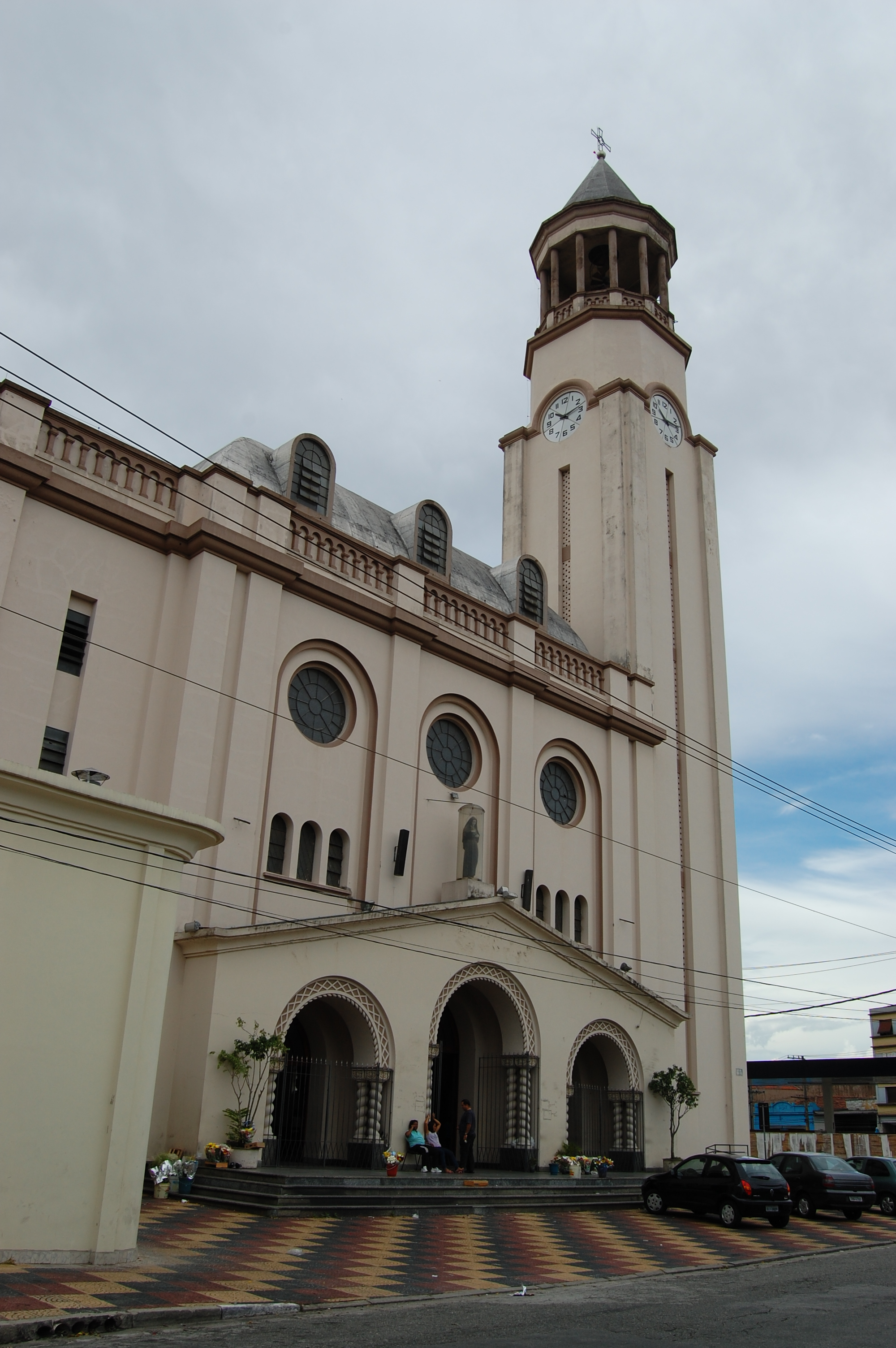
Église de Santa Rita de Cássia do Pari.

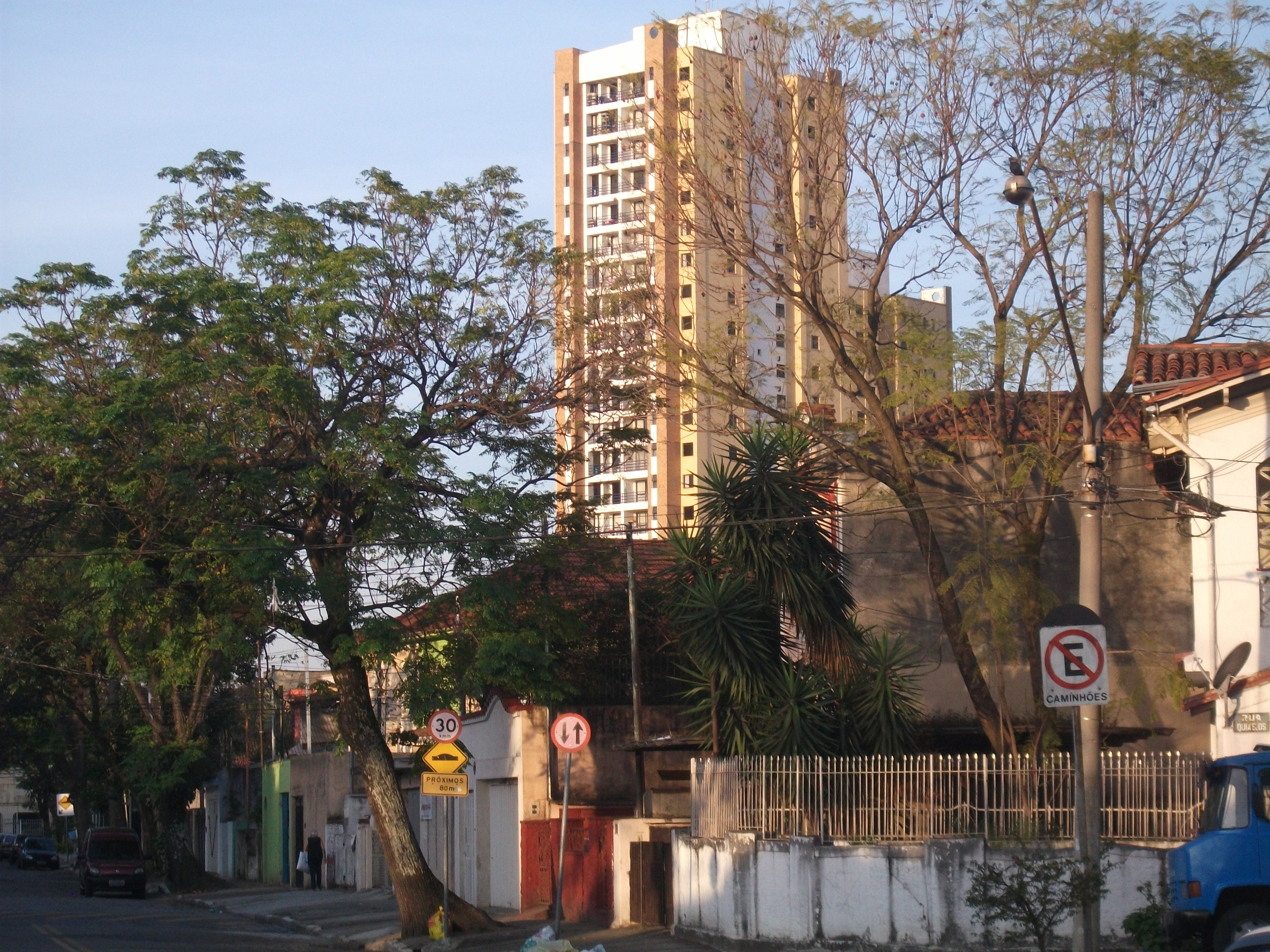
Vue partielle du quartier.

Au début du XXe siècle, la ville de São Paulo subit un intense processus d'urbanisation et l'arrivée d'un important flux d'immigrants européens. Pari, étant un quartier ouvrier, reçoit d'importants contingents d'Italiens, de Portugais et de Grecs, à cette époque les immigrants italiens, le week-end, occupaient la place Padre Bento, pour chanter et danser la "tarentelle". Dans une tentative de mettre fin aux débordements constants dans les environs de la rivière Tamanduateí, le gouvernement de la ville ordonna, en 1908, de niveler une grande partie de la plaine inondable de la rivière. Les plaines de Brás étaient recouvertes de deux mètres de terre, passant par Pari, jusqu'à Mooca. Dans les années 1940, les Syriens et les Libanais font partie du quartier multiethnique.
Dans les années 1960, comme toute la région centrale de São Paulo, Pari a connu un processus de dégradation et d'épuisement de la population, dans les années 1980, le quartier a commencé à abriter un important contingent de la colonie coréenne et, à partir des années 1990, le quartier commence à recevoir un grand nombre d'immigrants boliviens, qui se rassemblent le dimanche sur la place Kantuta. Dans les dernières années du siècle, le quartier a changé son profil urbain et ses anciennes usines ont commencé à être remplacées par de nouveaux développements résidentiels.
Actuellement, le quartier de Pari est connu comme l'un des plus grands centres de l'industrie du vêtement du pays, visité quotidiennement par des consommateurs de différentes régions du Brésil et même de l'étranger, pour acheter des vêtements et des produits vestimentaires dans les centaines de magasins qui vendent à la fois en gros et le commerce de détail, situé principalement dans les rues Silva Teles, Maria Marcolina, Oriente, entre autres, s'étendant jusqu'au quartier de Brás, formant un seul centre commercial avec le commerce de ce quartier voisin.

## ParoisseSanto Antônio
La paroisse Santo Antônio do Pari a été fondée le 2 février 1914 par Dom Duarte Leopoldo e Silva, et son premier curé fut le portugais Frei José Rolim. Propriétaire d'un terrain dans le quartier, Arthut Vautier, voyant l'effort et le travail de Rolim, fait don d'un terrain pour la construction d'une église. La matrice de Santo Antônio do Pari a commencé à être construite en août 1922 et a été remise à la population le 13 juin 1924. A l'aube du 14 juin 2006, un incendie détruit une des tours et toute l'aile droite de l'église. L'église a subi un processus de restauration.

## Instituts d'enseignement

### Collège Bom Jesus
Il a commencé ses activités le 3 février 1919, sous le nom d'Escola Parochial José de Anchieta, à l'initiative du frère Olivério Kraemer, franciscain, vicaire de la paroisse de Santo Antônio à l'époque. Il a rendu un grand service à la communauté en enseignant gratuitement à des milliers d'enfants de travailleurs immigrés. Au début, j'enseignais aux enfants de 6 à 10 ans dans un petit espace de la Rua Maria Marcolina. En septembre 2013, le collège a annoncé la fin de ses activités pédagogiques. Le 19 octobre 2013, des habitants de la région, des étudiants et étudiantes manifestent contre sa fermeture et exigent le basculement du bâtiment appartenant au collège qui avait 94 ans d'existence. L'année suivante, en 2014, certaines installations qui appartenaient au Collège ont été démolies pour faire place à un centre commercial. Connu sous le nom de Colégio Santo Antônio do Pari, il était géré par le réseau d'enseignement Bom Jesus jusqu'au jour de sa fermeture officielle.

### Collège de la Police militaire
L'histoire de l'école commence en 1978 lorsque la première unité est fondée sur l'avenue Cruzeiro do Sul, à l'époque le projet de l'école était centré sur l'hébergement et l'enseignement des élèves orphelins et/ou dépendants de l'armée. Au fil du temps, en raison du nombre de postes vacants dans l'établissement, le collège a commencé à enseigner à n'importe quel étudiant.

## Limites
- Nord : Rivière Tiete.
- Est : Rue Paulo Andrighetti et Rue Santa Rita.
- Sud : Rue Bresser, Rue Silva Teles et Rue João Teodoro.
- Ouest : Avenue do Estado et Avenue Cruzeiro do Sul .

### Districts limitrophes
- Santana et Vila Guilherme (Nord).
- Belém (Est).
- Brás (sud).
- Bom Retiro (Ouest).

### Quartiers
- Canindé
- Alto do Paris